# 王恩哥
王恩哥（1957年1月24日—），男，籍贯上海，生于辽宁沈阳，中國物理学家，中国科学院院士。1982年毕业于辽宁大学物理系理论物理专业，1985年在该校获硕士学位，1990年在北京大学获博士学位。2011年5月至2012年6月就任北京大学副校长，2012年6月至2013年3月就任北大常务副校长，2013年3月22日至2015年2月15日任北京大学校长，期间因设立燕京学堂饱受争议。2015年3月至2017年12月任中国科学院副院长，属于首批百人计划人员，并且是千人计划的创始人之一。

## 生平

### 学习生涯
王恩哥出生于辽宁省沈阳市一个知识分子家庭。他的父亲是纺织厂工程师，中华人民共和国建立后不久由上海到辽宁工作。他的母亲是辽宁大学的俄语教师。王恩哥是家中的长子。王恩哥9岁时，他的父亲在文化大革命中被迫害至死。王恩哥在文化大革命中读完了小学和中学，毕业后参加上山下乡，到辽宁省辽中县乌伯牛公社当知青。1977年12月，王恩哥参加了文化大革命后的第一次高考，被辽宁大学物理系录取。据说，当时大队的会计进城时没看到榜上有王恩哥的名字，回村后鼓励他来年再考，王恩哥不甘心，亲自进城去看，发现自己被辽宁大学录取，但名字被写成了“王思哥”。文化大革命虽然已经结束，但是这时王恩哥的父亲仍未获得平反，王恩哥的政审没有通过，没能入学。1978年春天，辽宁省政府决定为王恩哥的父亲平反。王家此时提出唯一的一个要求是让王恩哥以1977年的高考成绩进入大学学习。1978年10月，王恩哥终于进入了辽宁大学物理系，这时同级的其他同学已经入校一个月。
本科毕业后，王恩哥被保送攻读辽宁大学物理系硕士。1985年，硕士毕业的王恩哥留校任教两年，期间到美国普林斯顿大学交流学习。1987年9月，王恩哥考入北京大学物理系攻读博士，导师是章立源。1990年7月，王恩哥获博士学位，随后受邀到中国科学院物理研究所做博士后。1992年1月，王恩哥前往法国里尔大学表面与界面实验室，成为Guy Allan的博士后。一年后，王恩哥来到美国休斯顿大学做博士后。

### 回国工作
1995年，正在美国休斯敦大学宇航外延生长中心（SVEC）工作的王恩哥接受中国科学院物理研究所的邀请，加入“百人计划”，回国担任中科院物理所研究员。王恩哥在物理所选了“711”的门牌号，以勉励自己早上7点上班、晚上11点下班，节假日也是如此。1999年，42岁的王恩哥成为中国科学院物理所所长。2006年，王恩哥在中共中央党校中青班学习一年。2007年，王恩哥当选中国科学院院士，此时他刚刚50岁。

### 执掌北大
2009年，王恩哥回到北京大学，担任物理学院院长、北京大学教授。2011年1月，王恩哥升任北京大学副校长、教务长。2012年6月，王恩哥被任命为北京大学常务副校长。2013年3月22日，王恩哥接替退休的周其凤，成为北京大学校长（副部长级）。2015年2月15日，王恩哥不再担任北京大学校长，转往中国科学院任职。任北京大学常务副校长时，王恩哥提出“小班课教学”概念，在北大全校试点推行教学改革。

#### 燕京学堂
在北京大学校长任上，王恩哥于2014年5月4日宣布启动燕京学堂项目，此举饱受争议，遭到北京大学教授高峰枫、苏薇星、辛德勇等人公开撰文批评。2014年6月北京大学学生组织的“静园小组”发起的网上调查显示，3082名受访者中308人支持燕京学堂项目，1341人中立，1433人反对。校方宣称燕京学堂是高端学术项目，但反对者认为这个一年制的硕士项目几乎不可能培养出高端的学术人才。校方起初把燕京学堂学生宿舍选在静园；静园小组的调查中83人支持选址静园，270人中立，2729人反对。燕京学堂不要求外籍学生学习中文、向学生提供高额奖学金、给以远高于其他学生的学习生活条件，这些做法都遭到了质疑。争议声中，北京大学最终决定放弃燕京学堂学生宿舍选址静园，原定的五个招生方向减为三个，延长学习年限，将中文列为必修课。2014年7月的燕京学堂沟通会后，发生了“假校友事件”。北大未名BBS上ID为“dwww”的网友发帖攻击北大教授辛德勇和会上发言的部分学生。“dwww”自称“一个出差回京的北大校友”，但网友据其IP地址推测此人的主帐号是pkudavid，真实身份是中共北大党委办公室校长办公室综合室主任、校长王恩哥的秘书、教育学院教育经济与管理专业2011级博士研究生杨某，并非从外地出差到北京的校友。北京大学新闻发言人蒋朗朗表示此IP不是北大党办校办的办公地点，杨某并未发表过此文章。

### 调任中科院
2015年3月，王恩哥出任中国科学院副院长、党组成员。2017年12月卸任。

## 学术贡献
王恩哥主要研究凝聚态物理，他在纳米新材料探索及其物性、原子尺度上的表面生长动力学、受限条件下水的复杂形态等领域均有重要贡献。主要研究成果有：利用掺杂调制纯纳米管结构及物性，并与学生合作首次成功制备管状碳纳米锥、碳氮聚合纳米钟和硼碳氮单壁纳米管；与合作者发现并证实了表面原子运动新规律，发展、完善了原子尺度薄膜/纳米结构生长动力学；与学生合作，预言并发现二氧化硅表面一种全新的二维镶嵌冰。截至2010年4月，王恩哥与合作者在科学（Science）上发表了3篇论文，在自然（Nature）的子刊自然·纳米技术（Nature Nanotechnology）发表了1篇，在物理评论快报（Physical Review Letters）发表22篇，美国化学会志（Journal of the American Chemical Society）6篇，纳米快报（Nano Letters）3篇，应用物理学快报（Applied Physics Letters）40篇。

### 主要论文
- Y. Guo, Y.F. Zhang, X.Y. Bao, T.Z. Han, Z. Tang, L.X. Zhang, W.G. Zhu, E.G. Wang, Q. Niu, Z.Q. Qiu, J.F. Jia, Z.X Zhao, and Q.K. Xue, Science 306, 1915(2004), “Superconductivity modulated by quantum size effects”
- G. Y. Zhang, X.D. Bai, X. Jiang, and E.G. Wang, Science 303, 766d(2004) “Tubular Graphite Cones” -Response.
- G. Y. Zhang, X. Jiang, and E.G. Wang, Science 300, 472(2003) “Tubular Graphite Cones”
- Xiaolin Li, Guangyu Zhang, Xuedong Bai, Xiaoming Sun, Xinran Wang, Enge Wang and Hongjie Dai, Nature Nanotechnology 3, 538(2008). “Highly conducting graphene sheets and Langmuir–Blodgett films”

## 家庭
妻子谷冬梅是中国物理学会副秘书长。